# Cyrtorhina granulosa
Cyrtorhina granulosa is een krabbensoort uit de familie van de Raninidae. De wetenschappelijke naam van de soort is voor het eerst geldig gepubliceerd in 1956 door Monod.